# Paralastor unifasciatus
Paralastor unifasciatus är en stekelart som beskrevs av Smith 1858. Paralastor unifasciatus ingår i släktet Paralastor och familjen Eumenidae. Inga underarter finns listade i Catalogue of Life.